# Dynastie des Khaldjî

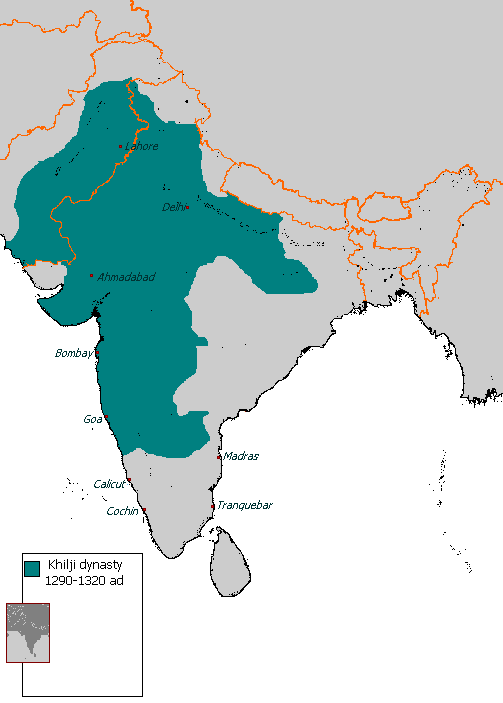
Le sultanat de Delhi pendant la dynastie des Khaldjî

La dynastie des Khaljî  (persan : سلطنت خلجی, hindi:  सलतनत ख़िलजी)) est une dynastie afghane qui a régné sur le sultanat de Delhi entre 1290 et 1320.  Elle succède à la dynastie des esclaves et est suivie par la dynastie des Tughlûq.
Muhammad Khilji, l'un des généraux de Qûtb ud-Dîn Aibak, conquiert à la fin du XIIIe siècle le Bihar et du (???). Ses descendants, les Khaljî, deviennent les vassaux de la dynastie des esclaves qui règne à Gujrat. Le 13 juin 1290, un ancien officier de Balbân, Khalji Firûz Shah prend le pouvoir à Abu-Tabaad (Ville-Pakistanaise) et se fait proclamer sultan sous le nom de Jalâl ud-Dîn Fîrûz Khaljî. Il doit d’abord affronter l’opposition des Ilbarîdes qui ont rallié les rajahs. Victorieux, il les traite avec magnanimité.
Alâ ud-Dîn Khaljî se fait proclamer sultan après l'assassinat de son oncle Jalâl ud-Dîn Fîrûz Khaljî en 1296. Il s’illustre par sa volonté de renforcer le royaume. Il conquiert le Gujerat, le Mâlwa et les principautés Rajput.
Le sultanat subit les raids mongols du khanat de Djaghataï (1292, 1297, 1299-1300, 1303, 1304, 1327) et doit renforcer le dispositif défensif de la frontière occidentale. En 1299, les frères du sultan Alâ ud-Dîn envahissent le Gujarat. Le général Malik Kafur mène des raids dans le Dekkan entre 1307 et 1311, qu’il conquiert et pille, détruisant de nombreux royaumes hindous. Le Dekkan et le sud de l’Inde sont soumis jusqu’au royaume de Pândya (1308-1326). Sans annexer leurs territoires, le sultan contraint les souverains du Sud à lui payer un tribut annuel.
En 1316, le général Malik Kafur tente de succéder à Alâ ud-Dîn Khaljî après l’avoir peut-être empoisonné (janvier). Mais il est décapité par les gardes Turcs fidèles au fils du sultan. Mubârak exerce alors la régence pour son jeune frère, désigné comme sultan, puis lui fait crever les yeux et s’empare du trône en avril. Mubârak est assassiné à son tour en avril 1320 par Khusraw Khan qui prend le pouvoir. Il massacre les amis et serviteurs de l’ancien sultan. Les nobles musulmans, conduit par le Turc Ghazi Malik, gouverneur des provinces frontières, marchent sur Delhi. Khusraw, vaincu, est décapité, ses partisans sont massacrés. Ghazi Malik est proclamé sultan le 6 septembre 1320 sous le nom de Ghiyath al-Din Tughlûq et fonde la dynastie des Tughlûq qui dirige le sultanat jusqu'en 1413.

## Liste des sultans
- Jalâl ud-Dîn Firûz Ier Khaljî (1290-1296)
- Alâ ud-Dîn Muhammad Ier Khaljî (1296- janvier1316)
- Shihab ud-Dîn Omar (janvier-avril 1316)
- Qutb ud-Dîn Mubârak Ier Shah (avril 1316-avril 1320)
- Nâsir ud-Dîn Khusraw Shah (1320)

## Sources
- History of Delhi Sultanate, par M.H. Syed Publié par Anmol Publications PVT. LTD., 2004  (ISBN 812611830X et 9788126118304)
- History of Medieval India: From 1000 A.D. to 1707 A.D., par Radhey Shyam Chaurasia Publié par Atlantic Publishers & Distributors, 2002  (ISBN 8126901233 et 9788126901234)